# Rise Herred

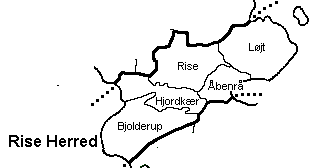
Rise Herred

Rise Herred was een herred in het voormalige Aabenraa Amt in Denemarken. De herred ligt in het historische hertogdom Sleeswijk en was tussen 1854 en 1920 deel van de Pruissische provincie Sleeswijk-Holstein. In 1920 werd het gebied weer Deens. In 1970 ging Rise op in de nieuwe provincie Zuid-Jutland.
Rise was verdeeld in vijf parochies.
- Bjolderup
- Hjordkær
- Løjt
- Rise
- Aabenraa